# Elaeocarpus largiflorens
Elaeocarpus largiflorens är en tvåhjärtbladig växtart. Elaeocarpus largiflorens ingår i släktet Elaeocarpus och familjen Elaeocarpaceae.

## Underarter
Arten delas in i följande underarter:
- E. l. largiflorens
- E. l. retinervis